# بندان (علي جمال)
بندان (بالفارسية: بندان) هي مستوطنة تقع في إيران في قسم علي جمال الريفي. يقدر عدد سكانها بـ 58 نسمة .